# Anoba appensa
Anoba appensa är en fjärilsart som beskrevs av Felder 1874. Anoba appensa ingår i släktet Anoba och familjen nattflyn. Inga underarter finns listade i Catalogue of Life.